# Armonie vocalică
În fonetică, armonia vocalică este un fenomen de asimilare care constă în tendința de uniformizare a vocalelor unui cuvânt prin dobândirea de către ele a unei anumite trăsături sau a unor anumite trăsături. Este caracteristică unor limbi precum cele fino-ugrice (maghiara, finlandeza, estona etc.) și cele turcice (turcă, kazahă etc.).

## În limba maghiară
În limba maghiară, armonia vocalică se realizează în primul rând după apartenența vocalelor la două categorii, în funcție de locul lor de articulare: vocale anterioare (i, í, e, é, ö, ő, ü, ű) și vocale posterioare: a, á, o, ó, u, ú. Majoritatea cuvintelor, în principal cele moștenite și împrumuturile vechi, au vocale numai anterioare sau numai posterioare. Cele mai multe sufixe au două variante, pentru a se putea armoniza cu vocalele din cuvântul la care se adaugă. Bunăoară, desinența cazului dativ are variantele -nek (cu vocală anterioară) și -nak (cu vocală posterioară). Prima se poate adăuga unui cuvânt ca ember „om”, dând embernek „omului”, a doua unui cuvânt ca anya „mamă”, rezultând anyának „mamei”.
Mai există și o armonizare după caracterul rotunjit sau nerotunjit al vocalelor, referitor numai la cele anterioare. Astfel, unele sufixe au și o a treia variantă pentru cuvintele în care ultima vocală este anterioară rotunjită, adică ö, ő, ü sau ű. Un asemenea sufix este cel care corespunde prepozițiilor din limba română „la, spre”: ember „om” → emberhez „la om”, anya „mamă” → anyához, dar föld „pământ” → földhöz „la pământ”.
Acestea sunt cazurile cele mai generale, existând și altele, regulile armoniei vocalice fiind destul de complexe și existând și excepții (vezi Fonologia limbii maghiare. Armonia vocalică).

## În limba finlandeză
În finlandeză, regula cea mai generală a armoniei vocalice se referă la vocalele din aceleași categorii ca în maghiară: ä, ö, y (anterioare) și a, o, u (posterioare), dar e și i, deși sunt anterioare, sunt neutre din punctul de vedere al armoniei vocalice, putând apărea în același cuvânt cu vocale din ambele categorii. Un exemplu de aplicare a regulii armoniei vocalice este cu desinența care corespunde prepoziției „în” din română. Aceasta are variantele -ssä și -ssa, prin urmare: metsä „pădure” → metsässä „în pădure”, talo „casă” → talossa „în casă”.

## În limba turcă
În turcă de asemenea, vocalele se împart în privința armoniei vocalice în anterioare și posterioare. De pildă, pluralul formându-se cu sufixul având variantele -ler și -lar, cel al următoarelor cuvinte este: ev „casă” → evler „case”, at „cal” → atlar „cai”.